# Hermann Wahrheit
Hermann Wahrheit (* 16. September 1900 in Ormesheim; † 19. Januar 1981) war ein deutscher Politiker und Mitglied des Landtags des Saarlandes für die Christliche Volkspartei des Saarlandes (CVP).

## Leben
Hermann Wahrheit war als Landwirt in Ormesheim tätig, zeitweise war er Bürgermeister seines Heimatortes. Von 1947 bis 1955 war er für zwei Wahlperioden Mitglied des saarländischen Landtags für die CVP. 1957 kandidierte er auf der Landesliste der CSU erfolglos für den Deutschen Bundestag.
Wahrheit war mit Margareth, geborene Albrecht verheiratet. Aus dieser Ehe gingen vier Kinder hervor. Sein Sohn Leo Wahrheit war später Ortsvorsteher von Ormesheim sowie erster Beigeordneter der Gemeinde Mandelbachtal.